# بيتر تايلور (فيلسوف)
بيتر تايلور هو فيلسوف كندي، ولد في 1945.